# Karimuicoris
Karimuicoris is een geslacht van wantsen uit de familie van de Miridae (Blindwantsen). Het geslacht werd voor het eerst wetenschappelijk beschreven door Carvalho in 1985.

## Soorten
Het genus bevat de volgende soort:

- Karimuicoris pronotalis Carvalho, 1985